# Obwód autonomiczny w ZSRR
Obwód autonomiczny, OA – forma autonomii terytorialno-narodowościowej, tworzona w Związku Radzieckim dla narodów o niewielkiej liczebności. Obwody autonomiczne były formą pośrednią autonomii pomiędzy republikami autonomicznymi a okręgami narodowościowymi (od 1977 r. – okręgami autonomicznymi).
Niemal wszystkie Obwody z biegiem czasu „awansowały” do pozycji republik autonomicznych, a Kirgiski OA nawet do rangi republiki związkowej ZSRR.
W ciągu całego istnienia ZSRR w państwie tym istniały następujące okręgi autonomiczne:
W Rosyjskiej FSRR:
- Adygejski OA (1922 – 1991, przekształcony w Adygejską ASRR)
- Buriacko-Mongolski OA (1922 – 1923, przekształcony w Buriacką ASSR)
- Chakaski OA (1930 – 1990, przekształcony w Chakaską ASSR)
- Czeczeński OA (1923 – 1936, połączony z Inguskim OA w Czeczeńsko-Inguski OA)
- Czeczeńsko-Inguski OA (1934 – 1936, przekształcony w Czeczeńsko-Inguską ASRR)
- Czerkieski OA (1926 – 1957, przekształcony w Karaczajo-Czerkieski OA)
- Czuwaski OA (1920 – 1925, przekształcony w Czuwaską ASRR)
- Gorno-Ałtajski OA (1922 – 1991; do 1948 r. pn. Ojrocki OA; przekształcony w Gorno-Ałtajską ASRR)
- Inguski OA (1924 – 1934, połączony z Czeczeńskim OA w Czeczeńsko-Inguski OA)
- Kabardyjski OA (1921 – 1922, przekształcony e Kabardo-Bałkarski OA)
- Kabardyjsko-Bałkarski OA (1922 – 1936, przekształcony w Kabardyjsko-Bałkarską ASRR)
- Kałmucki OA (1920 – 1935 oraz 1957 – 1958, przekształcony w Kałmucką ASRR)
- Karaczajo-Czerkieski OA (1922 – 1926 oraz 1957 – 1991, przekształcony w Karaczajo-Czerkieską ASRR)
- Karaczajski OA (1926 – 1943, zlikwidowany)
- Karakałpacki OA (1925 – 1932, przekształcony w Karakałpacką ASRR)
- Kara-Kirgiski OA (1924 – 1926; od 1925 r. pn. Kirgiski OA; przekształcony w Kirgiską ASRR)
- Komi-Zyriański OA (1922 – 1936, przekształcony w Komijską ASRR)
- Maryjski OA (1920 – 1936, przekształcony w Maryjską ASRR)
- Mordwiński OA (1928 – 1934, przekształcony w Mordwińską ASRR)
- Północnoosetyjski OA (1924 – 1936, przekształcony w Północnoosetyjską ASRR)
- Tuwiński OA (1944 – 1961, przekształcony w Tuwińską ASRR)
- Udmurcki OA (1920 – 1934; do 1932 r. pn. Wotiacki OA; przekształcony w Udmurcką ASRR)
- Żydowski OA (od 1934 r.; jedyny obwód autonomiczny, który istnieje do dziś)

W Azerbejdżańskiej SRR:
- Nagorno-Karabachski OA (1923 – 1992)

W Gruzińskiej SRR:
- Południowoosetyjski OA (1922 – 1989)

W Tadżyckiej SRR:
- Gorno-Badachszański OA (1925 – 1991)